# Eparquía de Melitene de los armenios
La eparquía de Melitene de los armenios (en latín: Eparchia Melitenaea Armenorum) fue una circunscripción eclesiástica de la Iglesia católica en Turquía. Se trataba de una eparquía armenia inmediatamente sujeta al patriarcado de Cilicia de los armenios. Fue suprimida en 1972 y a la vez restaurada como archieparquía titular. Desde el 2 de febrero de 2013 es sede vacante.

## Territorio y organización
La eparquía extendía su jurisdicción sobre los fieles católicos de rito armenio residentes en el distrito de Melitene de la provincia de Amida del Imperio otomano. La conferencia armenia de Roma de 1867 dispuso que su jurisdicción fuera Melitene y Comagene. La eparquía estaba dentro del territorio propio del patriarcado de Cilicia de los armenios.
La sede de la eparquía se encontraba en la ciudad de Malatya (antes llamada Melitene).

## Historia
La diócesis de Melitene existió desde el siglo IV. En la Notitia Episcopatuum compuesta durante el reinado del emperador Heraclio I (alrededor de 640), la sede de Melitene figura en el lugar 13 en el orden jerárquico de las metrópolis del patriarcado de Constantinopla y se le atribuyen cinco diócesis sufragáneas: Arca, Cucuso, Arabisso, Ariaratia y Comana.
Melitene fue perdida por el Imperio bizantino a manos de los árabes musulmanes en 638, pero recuperada en 934. En el siglo X se estableció en el cercano monasterio de Mar Barsauma el patriarcado jacobita. En 1101 Melitene fue conquistada por tribus turcas y el 28 de julio de 1516 fue capturada por el Imperio otomano.
La eparquía de Melitene fue erigida en 1861 por el papa Pío IX.
En 1890 se reportaron alrededor de 3900 armenios católicos, asistidos por 8 sacerdotes armenios. Las parroquias y misiones se hallaban en Malatya, Behesni, Hosn-Mansur (Adıyaman).
En 1898 la Congregación de Propaganda Fide informaba que la eparquía tenía 4000 fieles, con 7 estaciones, 10 iglesias y capillas, y 7 sacerdotes. No había seminario y las escuelas elementales eran 5 para niños y 3 para niñas (atendidas por monjas de la Inmaculada Concepción).
Debido al genocidio armenio de principios del siglo XX, la eparquía, como todas las diócesis armenias turcas, perdió la mayor parte de su población. En 1915 el obispo Mikael Khatchadourian fue torturado encendiendo brazas sobre su pecho y luego fue ahorcado.

### Sede titular
Una sede titular católica es una diócesis que ha cesado de tener un territorio definido bajo el gobierno de un obispo y que hoy existe únicamente en su título. Continúa siendo asignada a un obispo, quien no es un obispo diocesano ordinario, pues no tiene ninguna jurisdicción sobre el territorio de la diócesis, sino que es un oficial de la Santa Sede, un obispo auxiliar, o la cabeza de una jurisdicción que es equivalente a una diócesis bajo el derecho canónico.
En 1972 todas las eparquías armenias vacantes en Turquía (mencionadas en el Anuario Pontificio como vacantes, impedidas y dispersas) fueron suprimidas y recategorizadas como sedes titulares, por lo que la archieparquía de Constantinopla abarcó desde entonces de iure todo el territorio de Turquía.
La eparquía titular de Melitene de los armenios fue conferida por primera vez por la Santa Sede el 1 de octubre de 1972 al obispo Nersès Tayroyan.
Existe también la arquidiócesis titular de Melitene de rito latino.

## Episcopologio

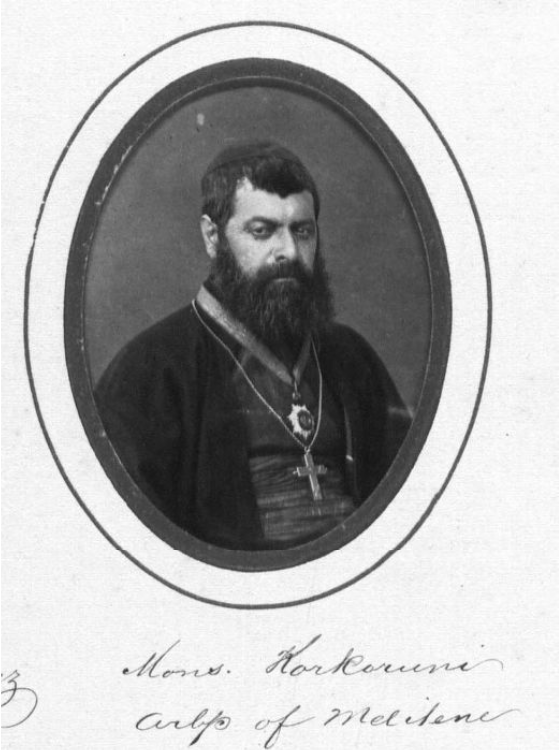
Ghevont Horhorouni, primer eparca de Melitene

- Ghevont Horhorouni (Leone Kurkoruni) † (15 de noviembre de 1860-15 de agosto de 1897 falleció)
- Mikael Khatchadourian (Kaciadurian) † (6 de febrero de 1899-agosto de 1915 falleció)[6][7]

### Eparcas titulares
- Nersès Tayroyan † (1 de octubre de 1972-4 de agosto de 1986 falleció)
- Jean Teyrouz, Instituto del Clero Patriarcal de Bzommar (27 de septiembre de 2000-2 de febrero de 2013 nombrado eparca de Santa Cruz de París)[8]